# Andreas Huyssen

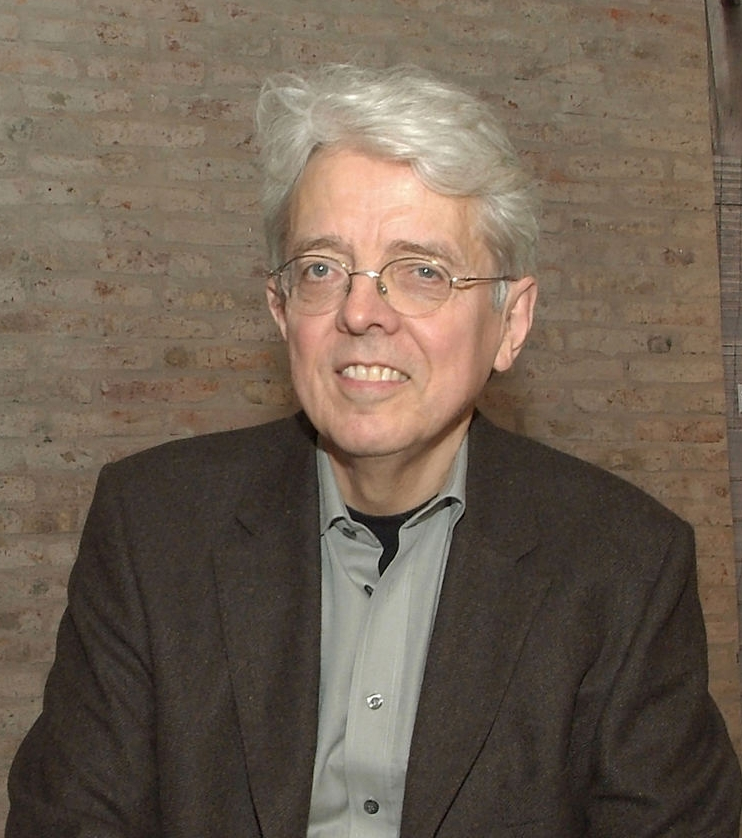
Huyssen 2010 (Foto: Willy Donzelli)

Andreas A. Huyssen (* 1942 in Deutschland) ist ein deutscher Literaturwissenschaftler. Er ist Villard Professor Emeritus für Deutsche Literatur und Komparatistik an der Columbia University, wo er ab 1986 gelehrt hatte. Er ist Gründungsdirektor des dortigen Instituts für Vergleichende Literatur- und Gesellschaftswissenschaften sowie einer der Gründungs-Herausgeber der New German Critique.

## Leben
Huyssen studierte in Madrid, Köln, Paris und München. 1969 wurde er bei Emil Staiger an der Universität Zürich in Germanistik und Romanistik promoviert. Von 1971 an lehrte er an der University of Wisconsin–Milwaukee, bis er 1986 dem Ruf an die Columbia folgte.
2022 wurde Huyssen in die American Academy of Arts and Sciences aufgenommen.

## Veröffentlichungen (Auswahl)
- Drama des Sturm und Drang (1980)
- The Vamp and the Machine: Technology and Sexuality in Fritz Lang's Metropolis" (1981)
- After the Great Divide: Modernism, Mass Culture, Postmodernism (1986)
- Postmoderne: Zeichen eines kulturellen Wandels (ed. with Klaus Scherpe, 1986)
- Modernity and the Text: Revisions of German Modernism (ed. with David Bathrick, 1989)
- Twilight Memories: Marking Time in a Culture of Amnesia (1995)
- Present Pasts: Urban Palimpsests and the Politics of Memory (2003)
- Other Cities, Other Worlds: Urban Imaginaries in a Globalizing World (ed., 2008)
- William Kentridge, Nalini Malani: The Shadow Play as Medium of Memory (2013)
- Miniature Metropolis: Literature in an Age of Photography and Film (2015)